# تل کوره‌ای
تل کوره‌ای مربوط به دوره ساسانیان است و در شهرستان خرم بید، بخش مشهد مرغاب، دهستان شهیدآباد، ۲ کیلومتری جنوب روستای خیرآباد واقع شده و این اثر در تاریخ ۲۶ اسفند ۱۳۸۶ با شمارهٔ ثبت ۲۱۸۶۷ به‌عنوان یکی از آثار ملی ایران به ثبت رسیده است.